# Oxytropis panjshinica
Oxytropis panjshinica är en ärtväxtart som beskrevs av Dieter Podlech och I.Deml. Oxytropis panjshinica ingår i släktet klovedlar, och familjen ärtväxter. Inga underarter finns listade i Catalogue of Life.